# Musée de l’Université d’Hébron
Gouvernorat de Hébron
Gouvernorat de Hébron
Gouvernorat de Hébron
Gouvernorat de Hébron

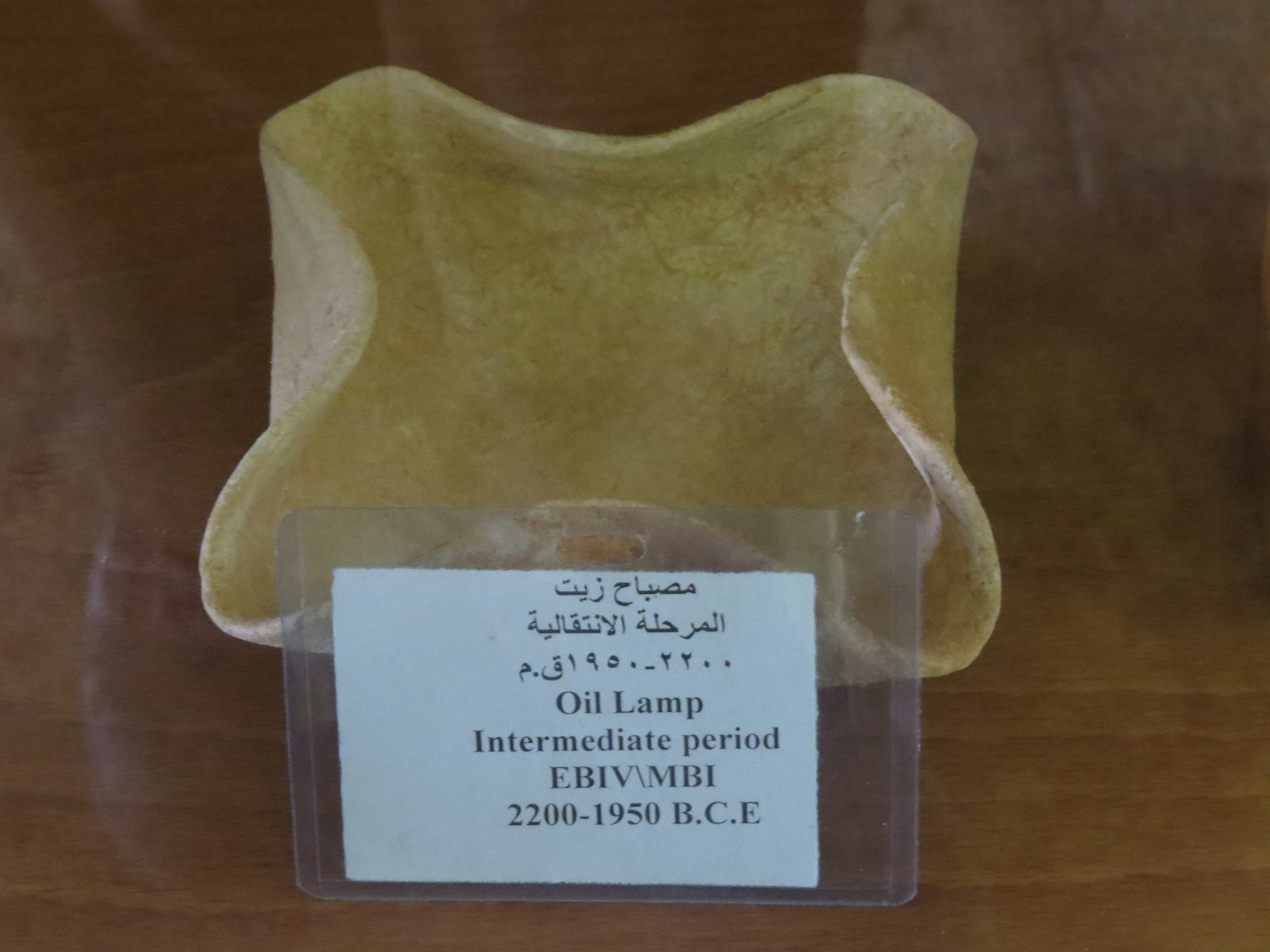
Lampe à huile

Le Musée de l’Université d’Hébron est un musée académique et patrimonial palestinien, situé sur le campus de Université d'Hébron, dans la ville Hébron, en Cisjordanie,.

## Description

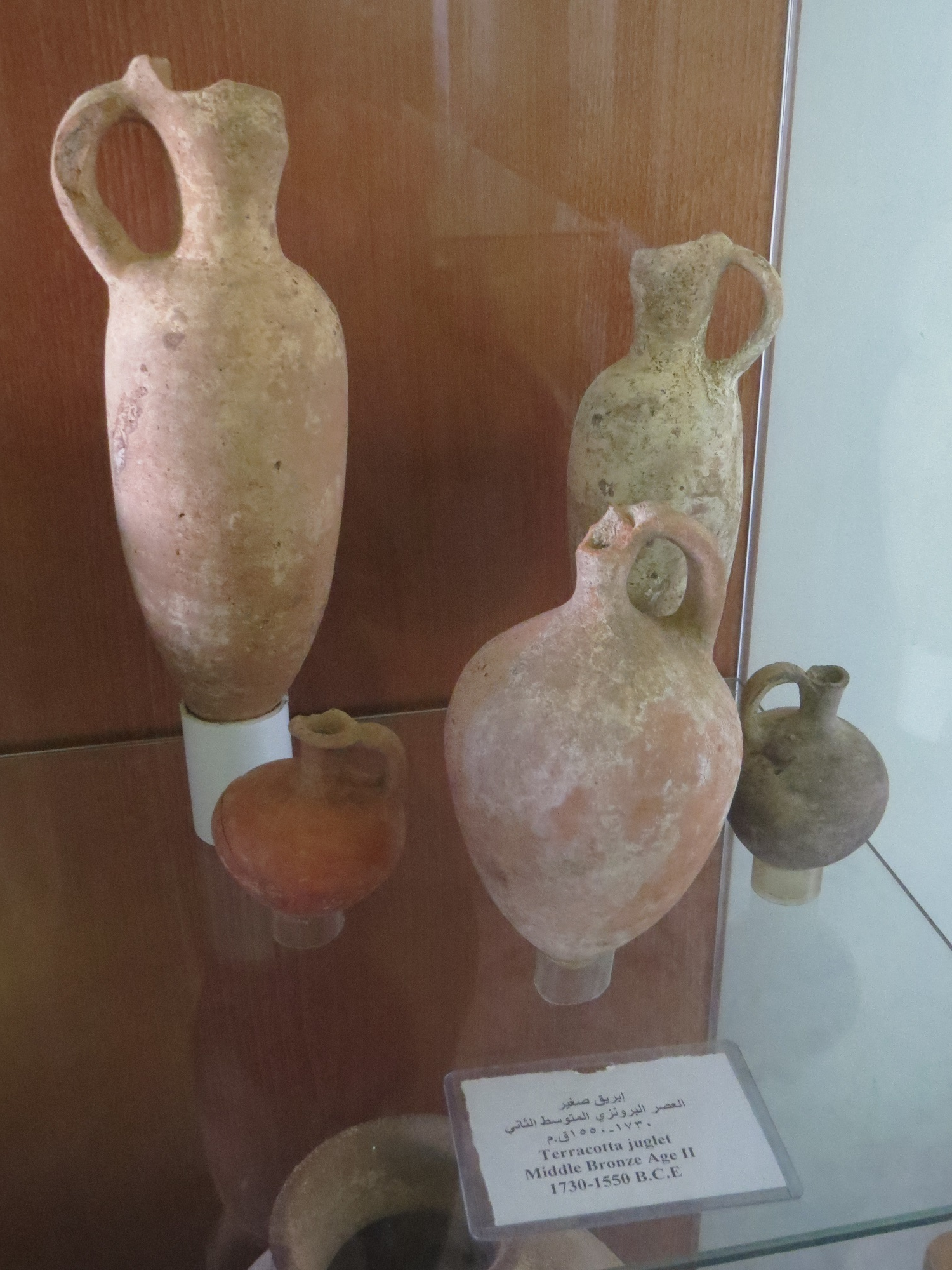
Une cruche de la seconde période de l’âge du bronze

Le musée de l’Université d’Hébron a été fondé en 2010.
Il contient des objets archéologiques datant de l’âge du bronze, ainsi que des sarcophages en argile remontant à l’époque romaine en Palestine.

## Objectifs
Diffuser le savoir historique et protéger le patrimoine culturel et civilisationnel palestinien.
Mettre en lumière des aspects de l’histoire ancienne de la Palestine et faire connaître les civilisations qui se sont succédé sur cette terre à travers les différentes époques et domaines.